# Saint-Jean-Saint-Nicolas
Pour les articles homonymes, voir Saint-Jean et Saint-Nicolas.
Saint-Jean-Saint-Nicolas est une commune française située dans le département des Hautes-Alpes en région Provence-Alpes-Côte d'Azur.

## Géographie

### Localisation
La commune est située dans la haute vallée du Champsaur, entre le confluent du Drac noir et du Drac blanc en amont, et la plaine de Chabottes en aval. Le centre de la commune est le pont sur le Drac (dit « Pont du Fossé »), situé à la hauteur d'un resserrement de la vallée.
D'après des calculs de l'IGN publiés en 2016, le centre géographique du département des Hautes-Alpes est situé dans la commune, aux coordonnées 44° 39′ 49″ N, 6° 15′ 47″ E dans le sud-est de la commune.

### Géologie et relief
Le territoire de la commune culmine au nord-ouest à la Pointe sud de la Vénasque (2 620 m). Les autres sommets remarquables sont la Petite Autane au sud (2 519 m), le Soleil-Bœuf au nord-ouest (2 595 m), et le Palastre (2 276 m) au nord, sommet depuis lequel la vue embrasse toute la haute vallée du Champsaur.
La commune s'étend sur les deux versants de la vallée (qui est orientée est-ouest) : l'adret (le versant au nord), bien ensoleillé, est le lieu du peuplement historique et des cultures et pâturages, l'ubac (le versant au sud) reste couvert de forêts, essentiellement de résineux.

### Habitat
La commune est constituée de plusieurs hameaux :
- Pont-du-Fossé est le principal hameau de Saint-Jean-Saint-Nicolas. Il se situe sur la route d’Orcières (D 944), à la jonction de la D 43 et de la D 13. C'est un des seuls villages du Champsaur où il y a toutes sortes de commerces et services (boulangerie, buraliste, épicerie, magasins de sports et vêtements, coiffeur, bars, cabinet médical, kiné, pharmacie, salle de spectacle, etc.) On y trouve aussi une  Maison du parc national des Écrins, une gendarmerie, une école primaire, une patinoire (en hiver), une médiathèque, un musée (musée du moulin)  et une chapelle. Deux campings et une aire de camping car.

De nombreuses randonnées partent de Pont-du-Fossé vers le Frustel (1 304,6 mètres), vers le canal de Gap et vers les Autanes. Des circuits pédestres sont proposés près de la maison de la vallée.

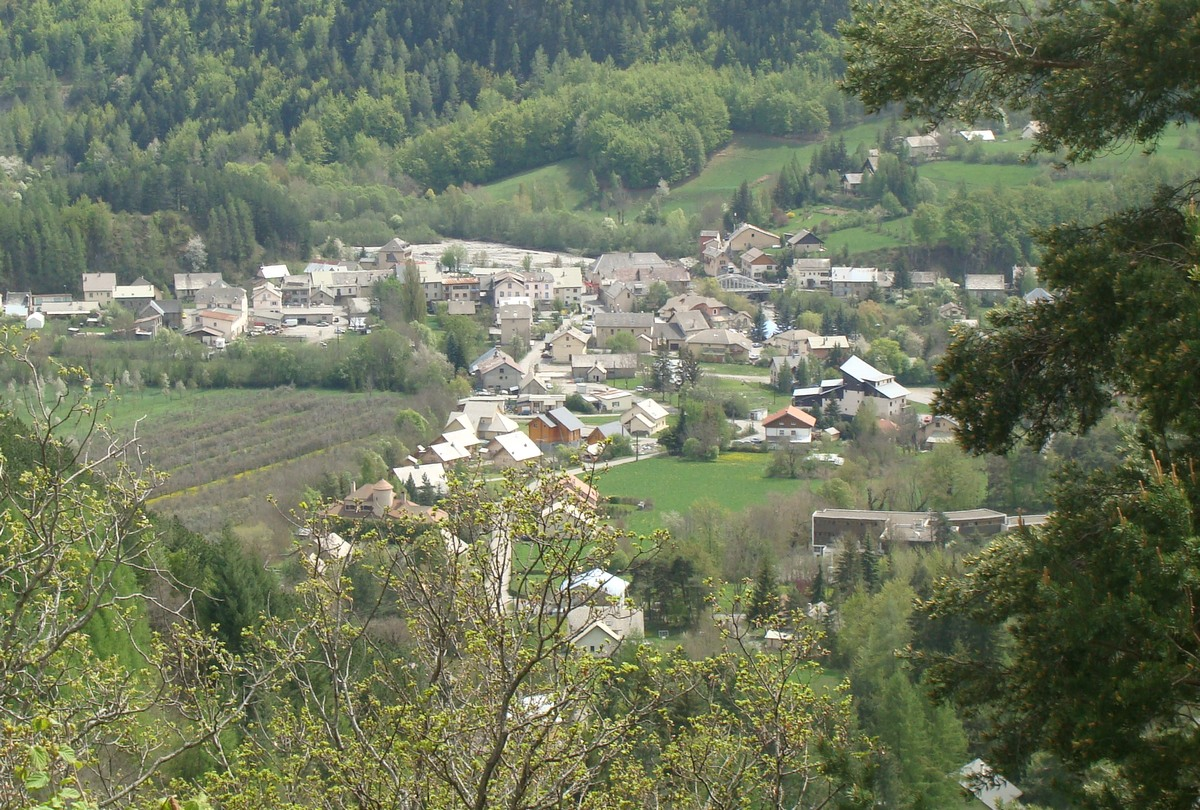
Pont-du-Fossé vu de la route des Bonnets
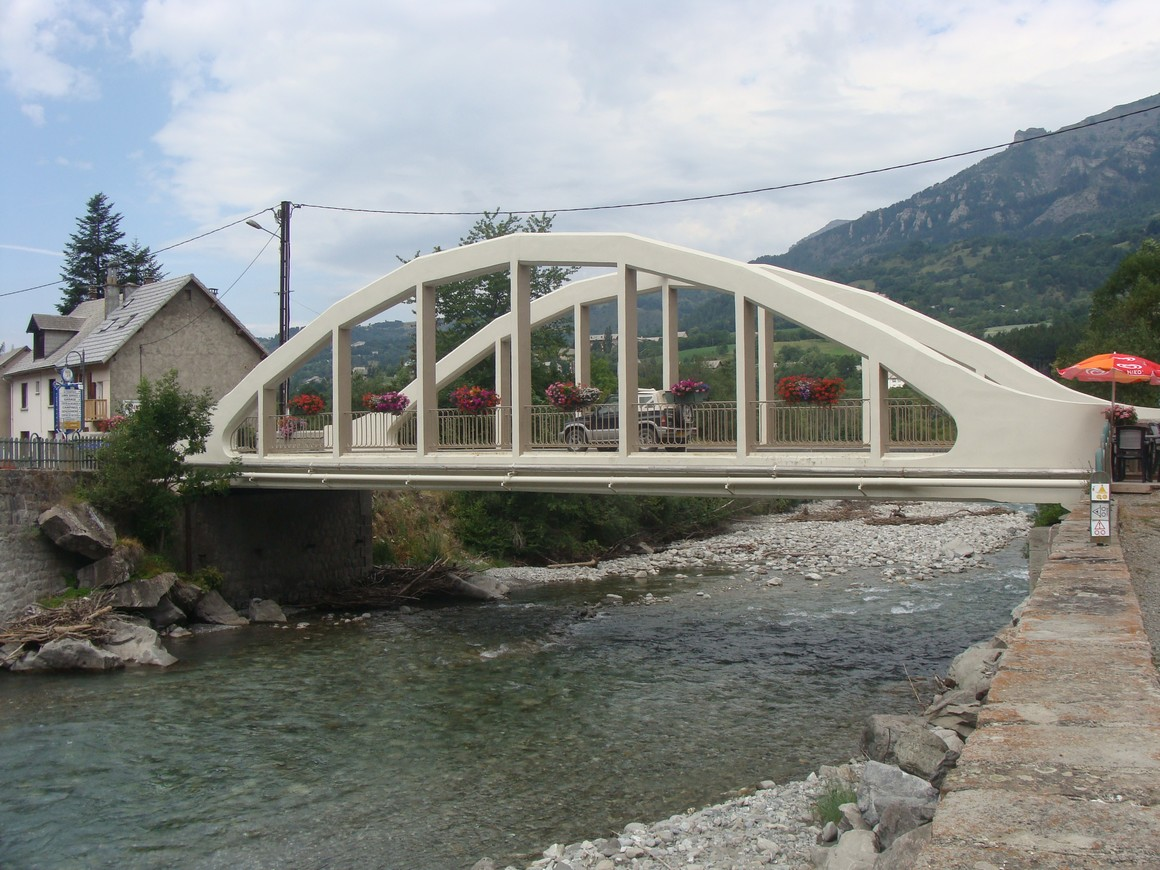
Le Drac au pont de Pont-du-Fossé
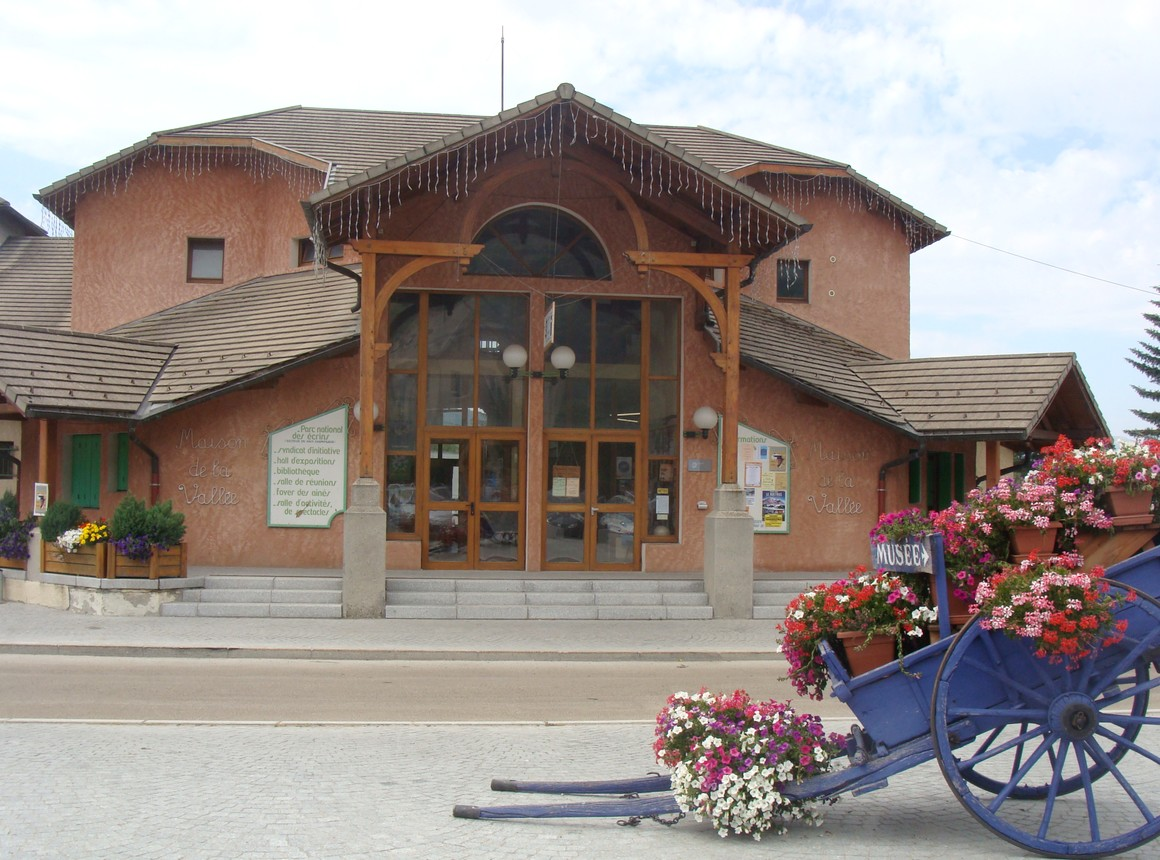
La maison du Parc des Écrins
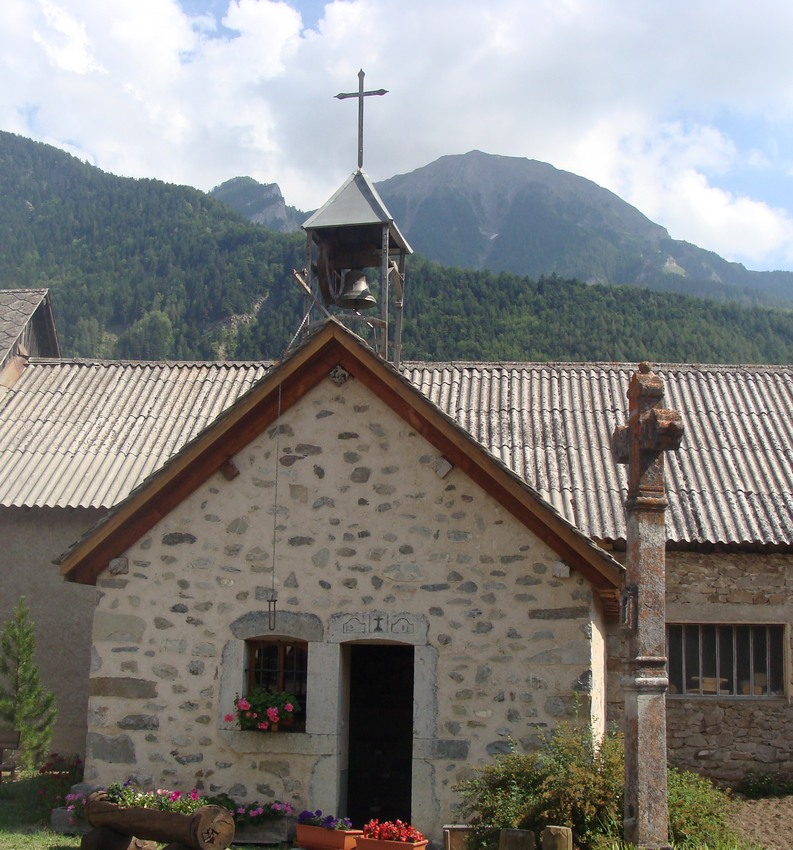
La chapelle de Pont-du-Fossé
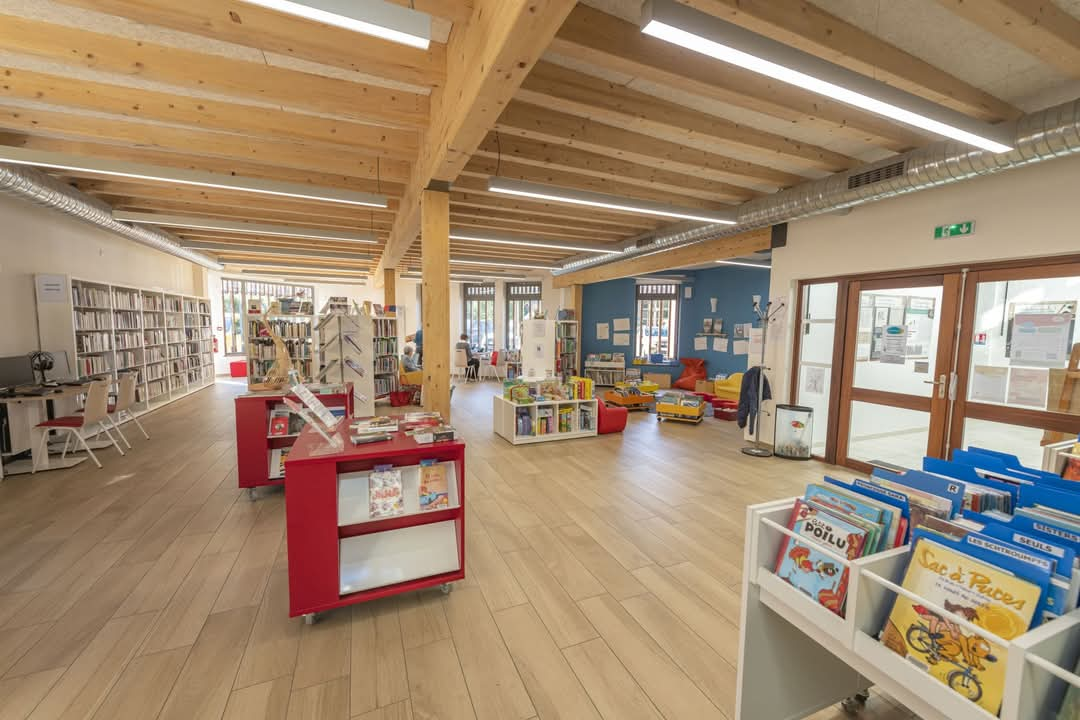
La médiathèque, inaugurée en 2018, située à côté de la mairie

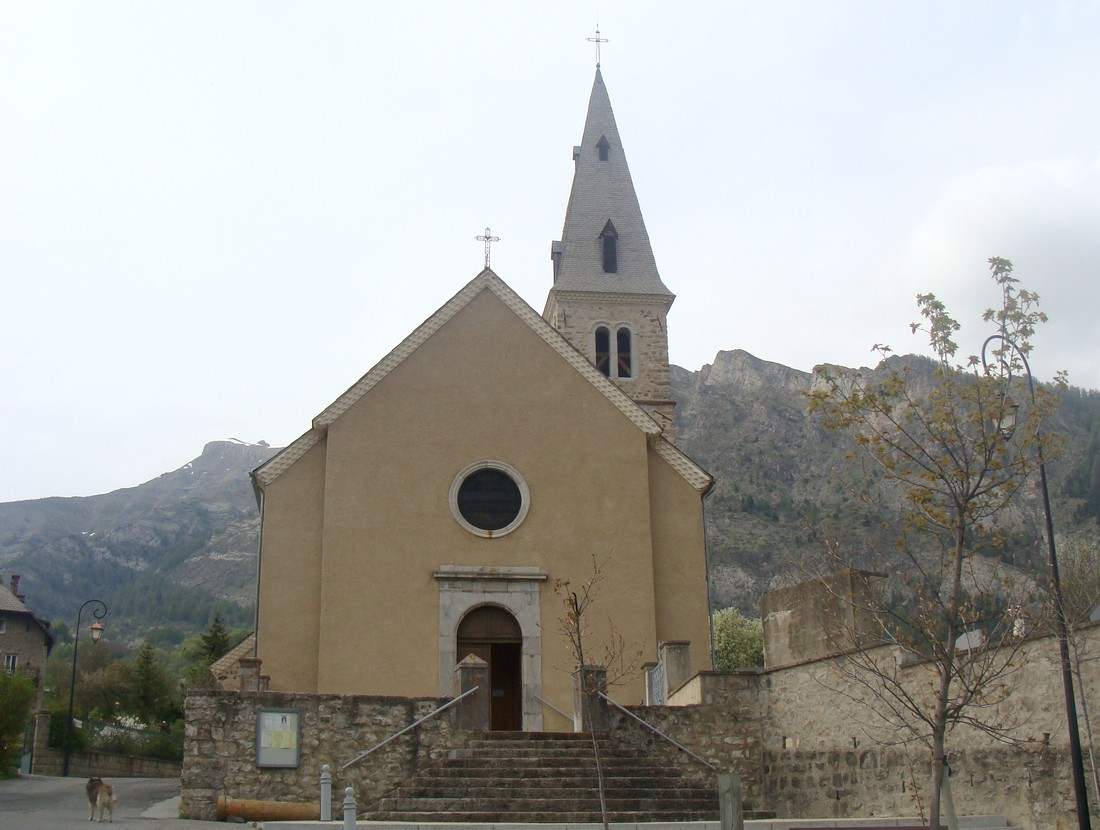
L'église paroissiale de Saint-Jean-Saint-Nicolas, à Saint-Jean.

- Saint-Jean est l'une des deux anciennes paroisses dont la fusion a créé la commune.  L'église et son cimetière y sont toujours présents, et le hameau reste le second en importance de la commune. On y trouve un lycée professionnel spécialisé dans le bois, la plomberie et l'électronique, un musée (école d'autrefois), un gîte d'étape, un oratoire.
- Saint-Nicolas est l'autre ancienne paroisse fondatrice de la commune, l'église primitive était établie sur le coteau aujourd'hui nommé Frustelle, aux côtés du château du seigneur de Montorcier.
- Montorcier : ce petit groupe de maisons au bord du torrent de Brudour a hérité du nom de l'ancienne propriété seigneuriale.
- Chabottonnes est une ancienne commune, proche de Chabottes, rattachée à Saint-Jean-Saint-Nicolas en 1963. Le hameau est surtout résidentiel.

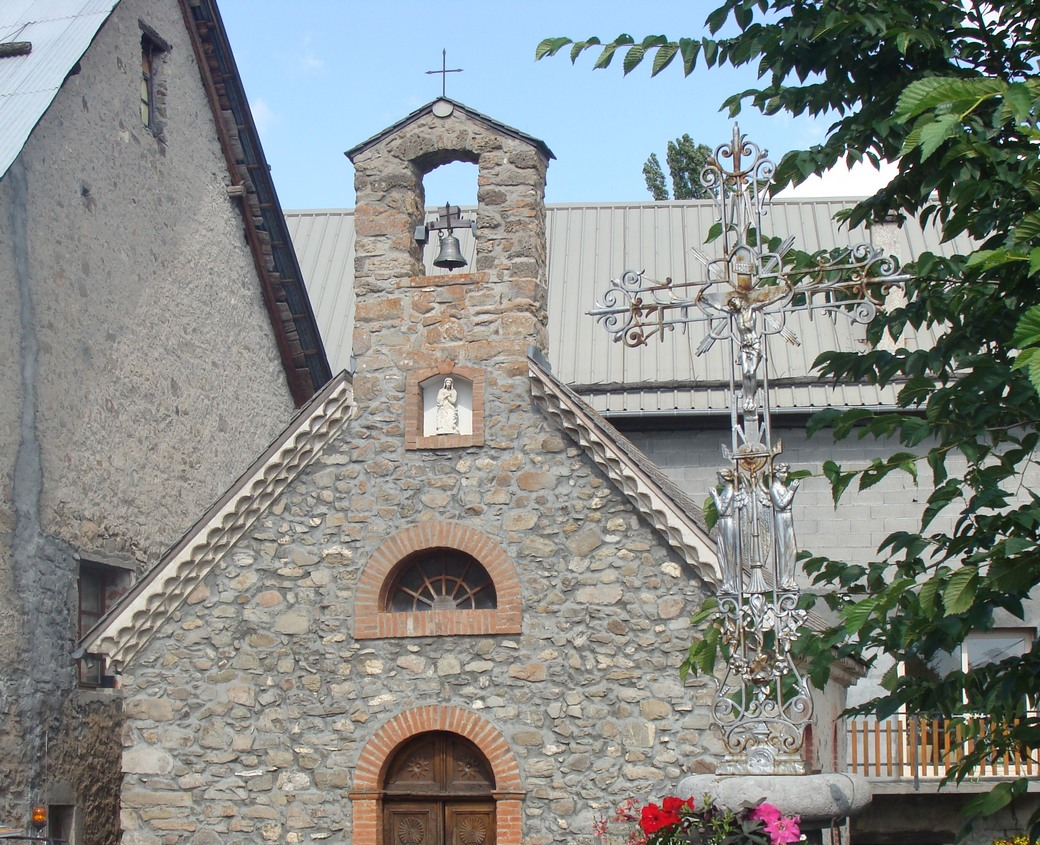
La chapelle des Ranguis.

- les Bonnets
- les Roranches
- les Richards
- Les Ricous
- les Ranguis.

### Climat
Pour des articles plus généraux, voir Climat de Provence-Alpes-Côte d'Azur et Climat des Hautes-Alpes.
En 2010, le climat de la commune est de type climat de montagne, selon une étude du Centre national de la recherche scientifique s'appuyant sur une série de données couvrant la période 1971-2000. En 2020, Météo-France publie une typologie des climats de la France métropolitaine dans laquelle la commune est exposée à un climat de montagne ou de marges de montagne et est dans la région climatique Alpes du sud, caractérisée par une pluviométrie annuelle de 850 à 1 000 mm, minimale en été.
Pour la période 1971-2000, la température annuelle moyenne est de 8,1 °C, avec une amplitude thermique annuelle de 17,7 °C. Le cumul annuel moyen de précipitations est de 1 033 mm, avec 8 jours de précipitations en janvier et 6,6 jours en juillet. Pour la période 1991-2020, la température moyenne annuelle observée sur la station météorologique installée sur la commune est de 8,8 °C et le cumul annuel moyen de précipitations est de 943,2 mm. 
La température maximale relevée sur cette station est de 34,1 °C, atteinte le 28 juin 2019 ; la température minimale est de −19,7 °C, atteinte le 5 février 2012,,.
| Mois                                  | jan.           | fév.           | mars           | avril         | mai           | juin          | jui.          | août         | sep.          | oct.          | nov.           | déc.           | année      |
| ------------------------------------- | -------------- | -------------- | -------------- | ------------- | ------------- | ------------- | ------------- | ------------ | ------------- | ------------- | -------------- | -------------- | ---------- |
| Température minimale moyenne (°C)     | −3,9           | −4             | −1,1           | 2,7           | 5,5           | 9             | 11,2          | 11,1         | 8             | 4,9           | 0,5            | −3             | 3,4        |
| Température moyenne (°C)              | 0,4            | 0,9            | 4,3            | 8,3           | 11,3          | 15,3          | 17,9          | 17,6         | 14            | 10,1          | 4,9            | 1,2            | 8,8        |
| Température maximale moyenne (°C)     | 4,8            | 5,8            | 9,8            | 14            | 17            | 21,6          | 24,5          | 24           | 19,9          | 15,2          | 9,3            | 5,4            | 14,3       |
| Record de froid (°C) date du record   | −14,6 28.01.05 | −19,7 05.02.12 | −13,8 01.03.05 | −7,3 07.04.21 | −5,1 06.05.19 | −2,2 01.06.06 | 2 10.07.07    | 1,6 31.08.10 | −2,2 27.09.20 | −6,8 29.10.12 | −12,6 27.11.10 | −16,7 20.12.09 | −19,7 2012 |
| Record de chaleur (°C) date du record | 17,5 13.01.07  | 19,7 27.02.19  | 20,4 17.03.04  | 24,7 09.04.11 | 28,7 22.05.22 | 34,1 28.06.19 | 32,3 06.07.15 | 34 23.08.23  | 29,2 04.09.23 | 25,8 09.10.23 | 20,6 07.11.15  | 16,1 03.12.15  | 34,1 2019  |
| Précipitations (mm)                   | 68,2           | 52,5           | 62,6           | 70,8          | 97,1          | 81,8          | 62,3          | 70,2         | 62,4          | 113,1         | 104,6          | 97,6           | 943,2      |

| Diagramme climatique                                  |           |             |           |           |           |              |            |           |              |             |           |
| J                                                     | F         | M           | A         | M         | J         | J            | A          | S         | O            | N           | D         |
| 4,8−3,968,2                                           | 5,8−452,5 | 9,8−1,162,6 | 142,770,8 | 175,597,1 | 21,6981,8 | 24,511,262,3 | 2411,170,2 | 19,9862,4 | 15,24,9113,1 | 9,30,5104,6 | 5,4−397,6 |
| Moyennes : • Temp. maxi et mini °C • Précipitation mm |           |             |           |           |           |              |            |           |              |             |           |

Les paramètres climatiques de la commune ont été estimés pour le milieu du siècle (2041-2070) selon différents scénarios d'émission de gaz à effet de serre à partir des nouvelles projections climatiques de référence DRIAS-2020. Ils sont consultables sur un site dédié publié par Météo-France en novembre 2022.

## Urbanisme

### Typologie
Au 1er janvier 2024, Saint-Jean-Saint-Nicolas est catégorisée commune rurale à habitat dispersé, selon la nouvelle grille communale de densité à 7 niveaux définie par l'Insee en 2022.
Elle est située hors unité urbaine. Par ailleurs la commune fait partie de l'aire d'attraction de Gap, dont elle est une commune de la couronne,. Cette aire, qui regroupe 73 communes, est catégorisée dans les aires de 50 000 à moins de 200 000 habitants,.

### Occupation des sols
L'occupation des sols de la commune, telle qu'elle ressort de la base de données européenne d’occupation biophysique des sols Corine Land Cover (CLC), est marquée par l'importance des forêts et milieux semi-naturels (75,3 % en 2018), en diminution par rapport à 1990 (83,3 %). La répartition détaillée en 2018 est la suivante : 
milieux à végétation arbustive et/ou herbacée (33,3 %), forêts (29,5 %), espaces ouverts, sans ou avec peu de végétation (12,5 %), zones agricoles hétérogènes (10,9 %), prairies (9,9 %), terres arables (2,5 %), zones urbanisées (1,4 %).
L'évolution de l’occupation des sols de la commune et de ses infrastructures peut être observée sur les différentes représentations cartographiques du territoire : la carte de Cassini (XVIIIe siècle), la carte d'état-major (1820-1866) et les cartes ou photos aériennes de l'IGN pour la période actuelle (1950 à aujourd'hui).

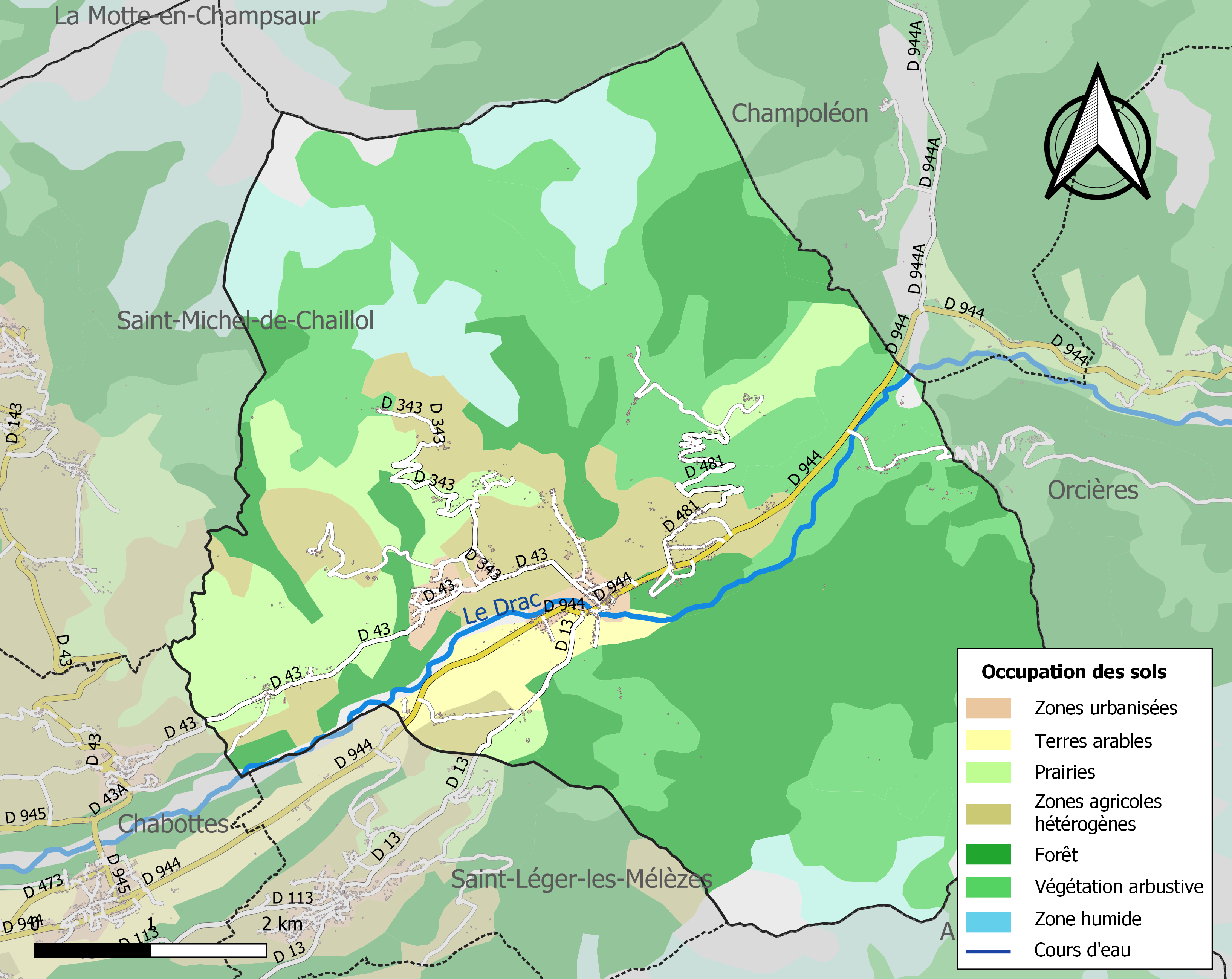
Carte de l'occupation des sols de la commune en 2018 (CLC).

## Toponymie
Saint Jean est attesté sous la forme latine Ecclesia Sancti Joannis et Ecclesia de Moterosirio en 1179 , sous la forme Sancti Johannis de Monteroserio en 1397 dans le cartulaire de Saint Chaffre, Parochia Sainctus Johannes de Monteorserio au XVe siècle, et enfin Saint Jean de Montorcier au XVIIe.
Saint Nicolas est attesté sous la forme Ecclesia de Monteorsiero dans le cartulaire de Saint Chaffre, puis Sanctus Nicolaus de Monteorsiero au XVIe siècle, et enfin Saint Nicolas de Montorcier au XVIIIe
Sant Joan - Sant Nicolau en occitan.
Ce toponyme est issu de l’apôtre Saint Jean et de Saint Nicolas.
De 1792 à 1796, la commune de Saint-Jean-Saint-Nicolas est rebaptisée Montorcier.

## Histoire
L'occupation humaine du site de Saint-Jean-Saint-Nicolas à l'époque préhistorique n'est attestée que par quelques rares pièces en pierre polie, et un dolmen aux Roranches, aujourd'hui détruit. Dans le Haut-Champsaur, on n'a pas trouvé de traces laissées par les Romains pourtant présents dans toute la région. Après les invasions barbares des Ve et VIe siècles, la région se développe. Au début du VIIIe siècle, les paroisses du Haut-Champsaur étaient sous l'autorité du patrice Abbon, gouverneur de Suse, en Piémont. Au début du Xe siècle, des Sarrasins vécurent dans la haute vallée du Drac ; en témoignent par exemple une « grotte des Sarrasins » au-dessus du confluent du Drac noir et du Drac blanc, une « tour sarrasine » emportée par le Drac en 1856, peut-être aussi le hameau voisin des Tourengs.
La vallée du Haut-Drac était un des passages utilisés pour joindre la région de Briançon, par le col de Freissinières. La tradition rapporte qu'Hannibal y serait passé pour se rendre en Italie. Arey, évêque de Gap au VIIe siècle, y aurait subi l'attaque par un ours que rapporte sa légende. Le contrôle de l'accès à la haute vallée était donc important. Le resserrement de la vallée au pied du Mons Orcierus (mont des ours) constituait un point stratégique. C'est là que s'établit la seigneurie de Montorcier. Au XIe siècle, le seigneur de Montorcier étendait sa souveraineté largement au-delà du Champsaur. Les paroisses de Saint-Jean et de Saint-Nicolas  sont référencées au XIIe siècle par le cartulaire de Saint-Chaffre. 
- Saint-Jean est l'une des deux anciennes paroisses dont la fusion a créé la commune. Connue au cartulaire de Saint-Chaffre (1179) comme Ecclesia Sancti-Joannis, puis Parochia Sainctus Johannes de Monteorserio au XVe siècle, et enfin Saint Jean de Montorcier au XVIIe[14], Saint-Jean était, selon J.Ranguis, possession probable de Patrice Abbon, qui l'aurait cédée à l'abbaye de la Novalaise au VIIIe siècle[18]. Au XIIe siècle, la paroisse était propriété de l'abbaye de Saint-Chaffre ; la dîme revenait au prieur de Notre-Dame de Chabottes, qui la céda en 1686 au curé de Saint-Jean[19]; à cette même date, la paroisse fut intégrée dans l'archiprêtré d'Orcières nouvellement créé.

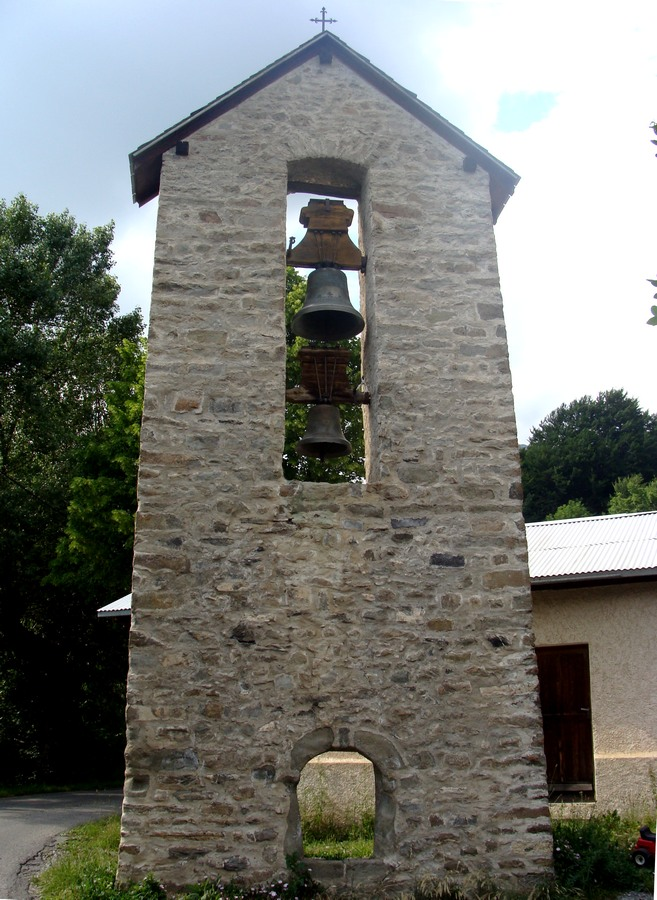
Clocher-mur (« pannelle ») de l'ancienne église de Saint-Nicolas.

- Saint-Nicolas est l'autre ancienne paroisse fondatrice de la commune. Connue au cartulaire de Saint-Chaffre comme Ecclesia de Monteorsiero, puis au XVIe siècle Sanctus Nicolaus de Monteorsiero, et enfin Saint Nicolas de Montorcier au XVIIIe[15], l'église primitive était établie sur le coteau aujourd'hui nommé Frustelle, aux côtés du château du seigneur de Montorcier. Dépendaient de la paroisse de nombreux lieux d'habitation répartis sur le flanc est de la colline, depuis le sommet jusqu'à ses pieds. Détruite, comme le château, lors des guerres de religion, elle ne fut jamais reconstruite. Ce n'est qu'en 1750 qu'une nouvelle église fut enfin construite auprès des habitations, au lieu-dit les Reynauds. Il n'en reste que la pannelle ; le presbytère, initialement aux Ranguis, fut reconstruit auprès de la nouvelle église.

Humbert II, le dernier dauphin de Viennois, fit du château de Montorcier, acquis par un de ses ancêtres, une résidence somptueuse. Le dauphin Louis II, fils de Charles VII, faisait régulièrement étape à Montorcier sur la route d'Embrun. Il était proche des populations, et parlait leur langue. Devenu roi de France sous le nom de Louis XI, il donna des armoiries à plusieurs familles du Champsaur. En 1442, il autorisa le creusement d'un canal de Pont-du-Fossé à Saint-Laurent.
Au XVIe siècle, Montorcier était le siège d'un mandement couvrant tout le haut-Champsaur. Il le restera jusqu'à la Révolution.
Lors des guerres de religion, François de Bonne, natif de Saint-Bonnet, entraîna le Champsaur dans le camp des Réformés. Mais lorsqu'il se convertit au catholicisme et devint duc et pair de France en 1611, il ramena « son » Champsaur au royaume de France et le pacifia. Il en devint le bienfaiteur, construisant des ponts et des hôpitaux. En 1692, les troupes du duc Victor-Amédée II de Savoie ravagèrent la région, mais n'en prirent pas possession. Les archives des paroisses de Saint-Jean et Saint-Nicolas sont brûlées. Par rachats successifs, de 1686 à 1730, les jésuites du collège d'Embrun devinrent « seigneurs d'Orcières » et propriétaires d'une grande partie du haut-Champsaur.
La Révolution n'a pas laissé de traces importantes. En 1790, le Champsaur est intégré au département des Hautes-Alpes, dans l'arrondissement de Gap, sauf les communes d'Orcières, Champoléon et Saint-Jean-Saint-Nicolas, qui sont rattachées à l'arrondissement d'Embrun. De 1792 à 1796, la commune de Saint-Jean-Saint-Nicolas est brièvement rebaptisée Montorcier. En 1926, la suppression de l'arrondissement d'Embrun ramènera la commune dans celui de Gap.

## Politique et administration

### Élections municipales de mars 2020
La commune comptant officiellement (un peu) plus de 1000 habitants, les électeurs doivent élire 15 conseillers municipaux, au scrutin de liste proportionnel.
Une seule liste a été proposée aux suffrages : « Une équipe renouvelée pour un avenir dynamique et partagé », conduite par M. Rodolphe Papet. Madame Josiane Arnoux, maire sortante, figurait en seconde position sur cette liste.
Résultats :
- inscrits : 791
- votants : 376, soit 47,5% des inscrits
- blancs ou nuls : 104
- exprimés : 272, soit 72,3% des votants

Ont obtenu :
- liste R. Papet : 272 voix, soit 100% des exprimés

Sont élus : les 15 candidats de la liste R. Papet.
Il n'y a pas lieu à un deuxième tour
Le confinement lié à la pandémie de Covid-19 n'ayant pas permis la réunion du conseil municipal dès le mois de mars, Madame Arnoux a conservé sa place de maire jusqu'à la tenue de cette réunion, le 18 mai 2020. Monsieur Rodolphe Papet a été élu maire et a pris ses fonctions le 28 mai.

### Liste des maires
| Période                                  | Période   | Identité           | Étiquette | Qualité                     |
| ---------------------------------------- | --------- | ------------------ | --------- | --------------------------- |
| Les données manquantes sont à compléter. |           |                    |           |                             |
| avant 1981                               | ?         | Jean-Paul Reynier  | PS        |                             |
| mars 2001                                | mars 2008 | Jean Pierre Eyraud | PS        |                             |
| mars 2008                                | mai 2020  | Josiane Arnoux     |           | Retraitée de l'enseignement |
| mai 2020                                 | En cours  | Rodolphe Papet     |           | Technicien                  |

## Démographie
L'évolution du nombre d'habitants est connue à travers les recensements de la population effectués dans la commune depuis 1793. Pour les communes de moins de 10 000 habitants, une enquête de recensement portant sur toute la population est réalisée tous les cinq ans, les populations de référence des années intermédiaires étant quant à elles estimées par interpolation ou extrapolation. Pour la commune, le premier recensement exhaustif entrant dans le cadre du nouveau dispositif a été réalisé en 2008.

En 2022, la commune comptait 1 090 habitants, en évolution de +6,97 % par rapport à 2016 (Hautes-Alpes : +0,4 %, France hors Mayotte : +2,11 %).
| 1793 | 1800 | 1806 | 1821 | 1831 | 1836 | 1841 | 1846 | 1851 |
| ---- | ---- | ---- | ---- | ---- | ---- | ---- | ---- | ---- |
| 843  | 771  | 663  | 775  | 761  | 781  | 783  | 873  | 879  |

| 1856 | 1861 | 1866 | 1872 | 1876 | 1881 | 1886 | 1891 | 1896 |
| ---- | ---- | ---- | ---- | ---- | ---- | ---- | ---- | ---- |
| 819  | 863  | 876  | 879  | 947  | 923  | 916  | 860  | 814  |

| 1901 | 1906 | 1911 | 1921 | 1926 | 1931 | 1936 | 1946 | 1954 |
| ---- | ---- | ---- | ---- | ---- | ---- | ---- | ---- | ---- |
| 769  | 739  | 703  | 673  | 642  | 638  | 628  | 700  | 664  |

| 1962 | 1968 | 1975 | 1982 | 1990 | 1999 | 2006 | 2008 | 2013 |
| ---- | ---- | ---- | ---- | ---- | ---- | ---- | ---- | ---- |
| 672  | 695  | 746  | 823  | 865  | 781  | 909  | 941  | 980  |

| 2018  | 2022  | - | - | - | - | - | - | - |
| ----- | ----- | - | - | - | - | - | - | - |
| 1 063 | 1 090 | - | - | - | - | - | - | - |

## Culture locale et patrimoine

### Lieux et monuments
- Église Saint-Benoît de Chabottonnes. Elle est inscrite à l'Inventaire général du patrimoine culturel[31].
- Église Saint-Jean-Baptiste de Saint-Jean. Elle est inscrite à l'Inventaire général du patrimoine culturel[32].
- Chapelle de la Sainte-Vierge des Ranguis. Elle est inscrite à l'Inventaire général du patrimoine culturel[33].
- Chapelle Saint-Nicolas de Saint-Nicolas. Elle est inscrite à l'Inventaire général du patrimoine culturel[34].
- Chapelle Notre-Dame de Pont-du-Fossé. Elle est inscrite à l'Inventaire général du patrimoine culturel[35].
- Église Saint-Nicolas de Saint-Nicolas. Elle est inscrite à l'Inventaire général du patrimoine culturel[36].
- Chapelle Saint-Pancrace des Roranches. Elle est inscrite à l'Inventaire général du patrimoine culturel[37].
- Chapelle Saint-Grégoire-et-Saint-Pancrace des Ricous. Elle est inscrite à l'Inventaire général du patrimoine culturel[38].
- Chapelle du Frêne. Elle est inscrite à l'Inventaire général du patrimoine culturel[39].
- Chapelle Saint-Pierre-et-Saint-Paul des Estachys. Elle est inscrite à l'Inventaire général du patrimoine culturel[40].

Le Dolmen de Roranches, seul mégalithe identifié à ce jour sur la commune, a été détruit par son propriétaire. Il est néanmoins la preuve de l'occupation du territoire dès la Préhistoire.
Le village est classé deux fleurs au concours des villes et villages fleuris.

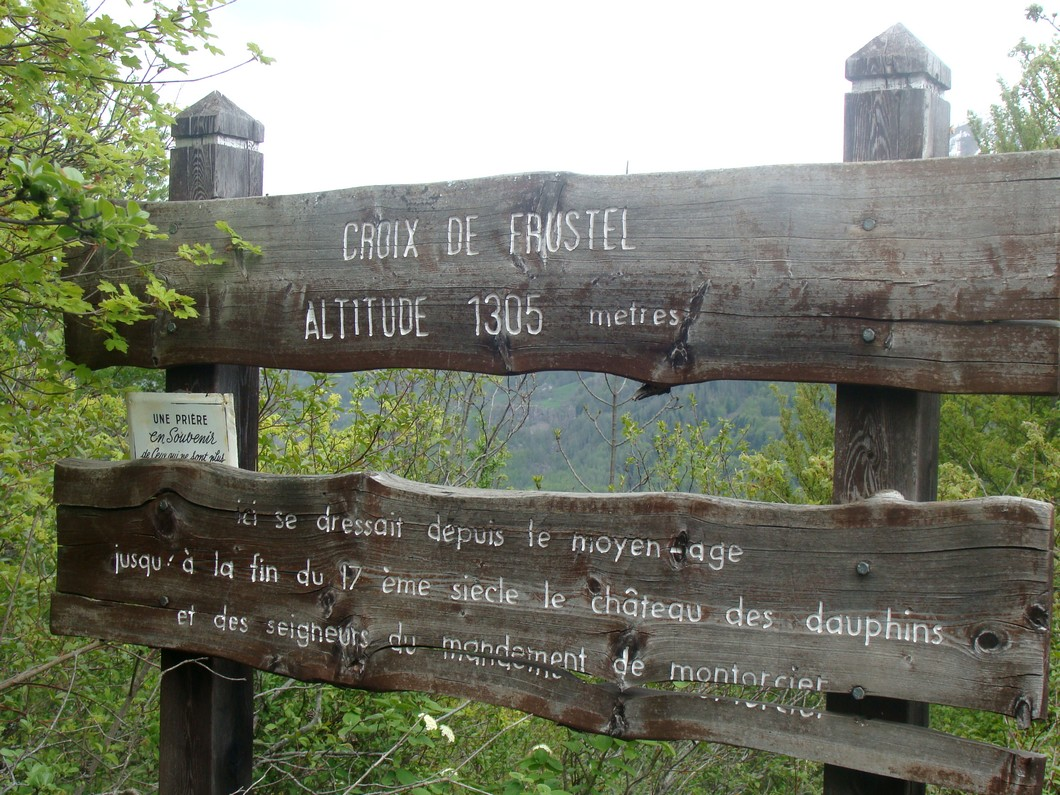
Mémoire de Montorcier au sommet de Frustelle.

#### Frustelle
C'est sur la colline de Frustelle, qui domine la vallée, qu'étaient au XIIe siècle le château fort de Montorcier, qui fut construit là pour surveiller le passage, et l'église primitive de Saint-Nicolas. Ravagés par les guerres de Religion, il n'en est resté longtemps que le clocher. Le lieu est aujourd'hui abandonné, et enclos dans une propriété privée.

#### Prégentil
Un château existe à Prégentil au tout début du XIVe siècle. En 1339, le dauphin, qui en est le propriétaire, en fait don à Étienne Roux, son maître d'hôtel, en remerciement de ses services.
En 1541, Prégentil appartient à Noble Arnaud, qui fait sculpter au-dessus de la porte d'entrée un écu avec rose et fleur de lys. En 1552, c'est un notaire, Honoré de Serres, qui l'achète. Puis en 1593, le duc de Lesdiguières achète les terres du domaine. Nicolas de Gril, seigneur de Saint-Michel-de-Chaillol, en devient propriétaire en 1674. La famille le conserve pendant deux siècles, avant de le perdre au profit des Baille de Champoléon, dont les descendants sont encore aujourd'hui les propriétaires.

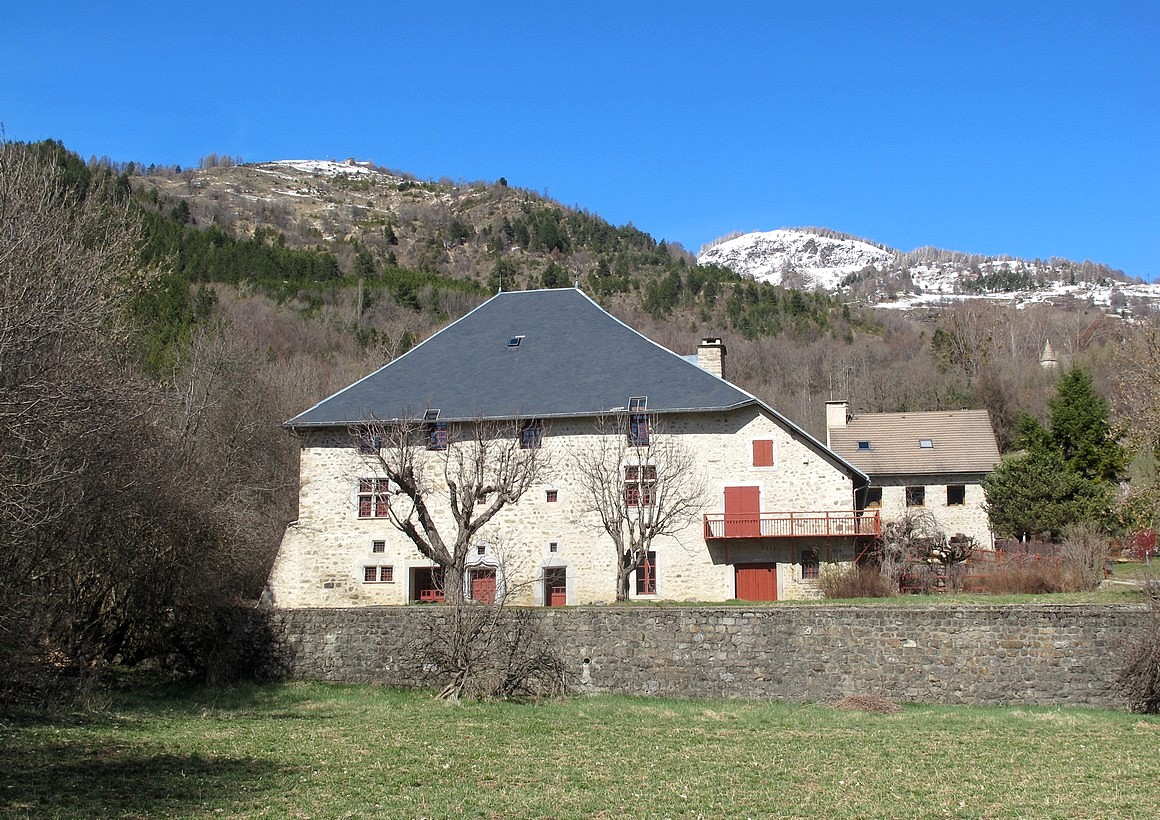
La demeure de Prégentil, état actuel.

Les tours crénelées du château d'origine ont disparu et divers remaniements ont été opérés au XVIe siècle. Mais pour l'essentiel le bâtiment a échappé aux destructions et notamment aux ravages des guerres de Religion, qui ont fait disparaître tant de bâtiments, dont le château voisin de Montorcier. Aujourd'hui, la demeure de Prégentil est la plus ancienne bâtisse de tout le Champsaur. Elle est inscrite aux Monuments historiques.

#### Château du Rival
Le château du Rival, ou du Rivail, date du XIVe siècle, comme le suggère la date de 1539 gravée au-dessus de la porte principale. Il a été profondément modifié à plusieurs reprises, notamment après son acquisition par la famille du Serre en 1590. La chapelle, aménagée au 1er étage, fut consacrée sous le vocable de sainte Marie en 1597 en présence de Noble Charles du Serre. Le bâtiment fut vendu par Charles-Balthazar du Serre à Henry Moncheny-Bonnabel en 1750.

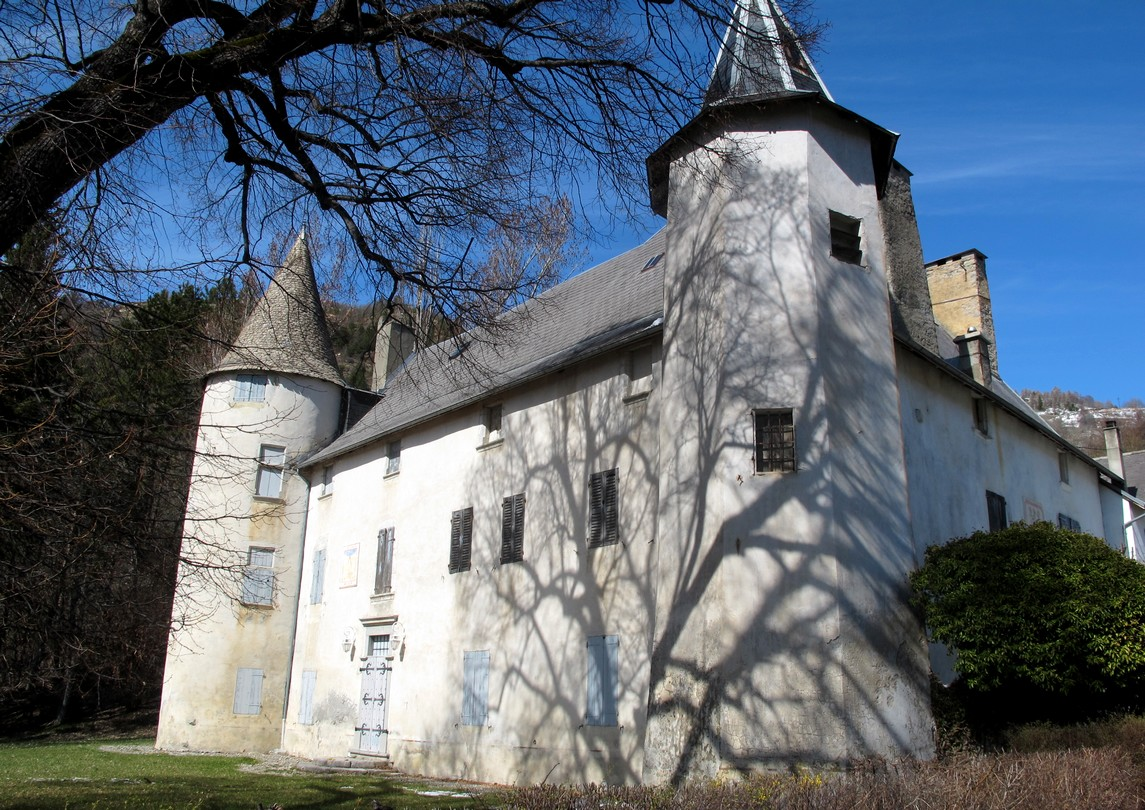
Le Château du Rival, état actuel.

La façade, orientée sud-ouest, a été partiellement repercée au XIXe siècle. Elle est flanquée de deux tours d'angle, qui comportent un étage de plus que les corps de bâtiment. La tour ouest est circulaire, coiffée d'un toit conique recouvert d'ardoises et couronné par un épi de faîtage en métal, alors que la tour sud est polygonale et coiffée d'une flèche. La façade donne sur une terrasse soutenue par un mur en pierres grossièrement assemblées.
Le château est inscrit au titre des monuments historiques. C'est aujourd'hui une propriété privée. Seul est habité un bâtiment annexe récemment apposé au nord du château proprement dit.

### Patrimoine naturel
La commune a intégré le parc national des Écrins en 2013. Une maison du Parc se trouve à Pont-du-Fossé.

### Activités culturelles
Chaque année, Pont-du-Fossé accueille des festivals :
- en juin, le festival Retours du Monde, consacré aux films de voyage et d'aventure vécue ;
- En juin, juillet Partir en Livre, autour du livre jeunesse, un festival inter bibliothèques
- en août, le festival L'Écho des Mots, festival autour des mots et de l'art vivant, accueille conteurs et comédiens venus des quatre coins de la France.

La médiathèque, gratuite pour tous,  propose des animations et ateliers toute l'année.

### Personnalités liées à la commune
- Louis Poutrain (1897-1983), prêtre dans le Haut-Drac de 1937 à 1971 ; fonde en 1941 avec son frère Pierre un centre de formation aux métiers du bois (aujourd'hui lycée d'enseignement professionnel privé Pierre-et-Louis-Poutrain) ; résistant pendant la Seconde Guerre mondiale, déporté à Auschwitz et Flossenburg ; publie en 1982 La Déportation Au Cœur d'Une Vie (Éditions du Cerf).
- Pierre Poutrain (1908-1944), frère de Louis, cofondateur du centre de formation de Saint-Jean, résistant, prisonnier, évadé, fusillé à Gap le 19 juin 1944.
- Robert Faure, né à Prégentil en 1930, écrivain, auteur de nombreux ouvrages sur le Champsaur.

### Héraldique
| Blason de Saint-Jean-Saint-Nicolas | Blason  | Tranché : au 1er de gueules à une fleur de lys d'or, au 2e d'azur à une rose d'argent, à la cotice d'or brochant sur la partition, sur le tout d'or à une tour couverte de sable ouverte et ajourée du champ. |
| Blason de Saint-Jean-Saint-Nicolas | Détails | Le statut officiel du blason reste à déterminer. |